# Cochabamba (departamento)
Cochabamba é um departamento da Bolívia, sua capital é a cidade de Cochabamba.
Cochabamba é o mais central da Bolívia, limitando-se ao sul com os Departamentos bolivianos de Chuquisaca e Potosí, ao norte com o departamento de El Beni, ao leste com o Departamento de Santa Cruz e ao oeste com os Departamentos de La Paz e Oruro.

## Províncias
Cochabamba está divido em 16 províncias:
|  | - Arani - Arque - Ayopaya - Bolívar - Capinota - Carrasco - Cercado - Chapare - Esteban Arce - Germán Jordán - Mizque - Narciso Campero - Punata - Quillacollo - Tapacarí - Tiraque |